# Ignazio Giorgi (poligrafo)
Ignazio Giorgi (Roma, 10 settembre 1849 – Roma, 24 giugno 1924) è stato un bibliotecario, paleografo e diplomatista italiano.

## Biografia
Dopo essersi laureato in filosofia presso il seminario di Sant'Apollinare nel 1866, studiò e si laureò, nel 1870, in giurisprudenza all'Università di Roma.
Fu prefetto, dal 1889, della Biblioteca nazionale di Palermo,  e nel 1893 tornò a Roma per dirigere la Biblioteca Casanatense. Il trentennio trascorso alla direzione della Casanatense fu particolarmente proficuo: furono introdotti miglioramenti organizzativi ed aperte due nuove sale di lettura. 
Insieme con altri studiosi, fondò nel 1876 la Società romana di storia patria con la quale pubblicò molti dei suoi lavori.
Curò, tra le altre opere, nei minimi particolari, un'edizione del Regesto di Farfa di Gregorio di Catino.
Socio corrispondente dell'Accademia Nazionale dei Lincei, nel 1921 ne divenne socio nazionale.

## Opere
- Il ritmo cassinese, con Giulio Navone, Roma, Loescher, 1875.
- Il regesto del monastero di S. Anastasio ad aquas salvias, Roma, Società romana di storia patria, 1877.
- Cartularii e regesti della provincia di Roma. Il regesto di Farfa e le altre opere di Gregorio di Catino, con Ugo Balzani, 5 voll., Roma, Società romana di storia patria, 1879-1914.
- Paolo III e la schiavitù in Roma nel secolo XVI. Lettera ad Alessandro Ademollo. Roma, Tip. Opinione, 1879.
- Relazione di Saba Giaffri notajo di Trastevere intorno alla uccisione di undici cittadini romani ordinata e compiuta da Ludovico Migliorati, Roma, Forzani e C. tipografi del Senato, 1882.
- Storia esterna del codice Vaticano del Diurnus Romanorum pontificum, Roma, Società romana di storia patria, 1889.
- Documenti terracinesi, Roma, Forzani e C., 1895.
- Il trattato di pace e d'alleanza del 1165-66 fra Roma e Genova, Roma, Società romana di storia patria, 1903.
- Abbozzi di rime edite e inedite di Francesco Petrarca, con Enrico Sicardi, Perugia, Unione Tipografica Cooperativa, 1905.